# Liste der Monuments historiques in Pouillon (Marne)
Die Liste der Monuments historiques in Pouillon führt die Monuments historiques in der französischen Gemeinde Pouillon auf.

## Liste der Objekte
| Bezeichnung                             | Beschreibung                                                                   | Standort                       | Kennzeichnung | Schutzstatus | Datum | Bild |
| --------------------------------------- | ------------------------------------------------------------------------------ | ------------------------------ | ------------- | ------------ | ----- | ---- |
| Gemälde Mariä Himmelfahrt               | Ölfarbe auf Leinwand, 18. Jahrhundert; nach Annibale Carracci                  | in der Kirche St-Gorgon (Lage) | PM51001996    | Inscrit      | 1989  |      |
| Reliquienschrein des heiligen Gorgonius | Holz, farbig gefasst und vergoldet, Glas, zweites Viertel des 19. Jahrhunderts | in der Kirche St-Gorgon (Lage) | PM51001997    | Inscrit      | 1989  |      |